# Heinrich August Ottokar Reichard

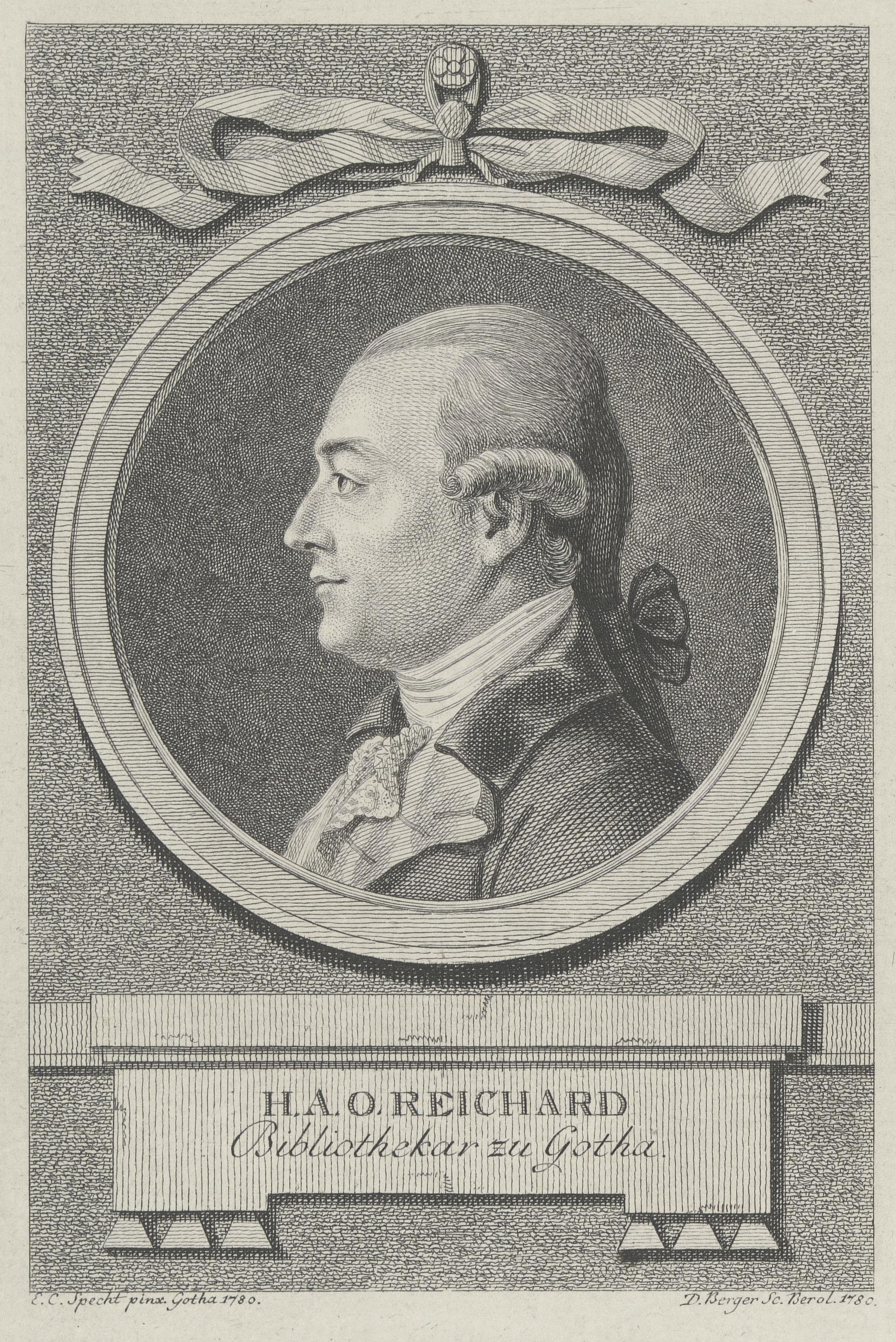
Heinrich August Ottokar Reichard

Heinrich August Ottokar Reichard (* 3. März 1751 in Gotha; † 17. Oktober 1828 ebenda) war ein deutscher Bibliothekar, Theaterdirektor, Schriftsteller und Geheimer Kriegsrat in Gotha.

## Leben
Er war das einzige Kind aus der Ehe des Gothaer Oberkonsistorial- und Oberpolizeisekretärs Friedrich August Reichard und dessen Ehefrau Marie Charlotte geborene Bube. Als Heinrich August Ottokar vier Jahre alt war, starb sein leiblicher Vater, und durch die zweite Ehe seiner Mutter wurde der Geheime Regierungsrat Rudloff sein Stiefvater, der seine Ausbildung förderte und finanzierte. Ab dem Jahre 1767 besuchte Reichard nacheinander die Universitäten in Göttingen, Leipzig und Jena, um Rechtswissenschaften zu studieren. In Leipzig trat er dem Amicistenorden bei und gründete an der Universität Jena einen Zweigverein desselben.
1771 kehrte Reichard nach Gotha zurück, wo er mit der Veröffentlichung seiner ersten literarischen Versuche seinen Lebensunterhalt verdiente. Der Faktor der Dieterich’schen Buchhandlung in Gotha übernahm den Verlag seiner Werke, die ab 1772 zunächst anonym erschienen. Dazu zählten u. a. „Amor vor Gerichte, eine Nouvelle aus den Götter-Annalen“, „Nonnen-Lieder mit Melodien“, „Geschichte meiner Reise nach Pirmont“, „Launen an meinen Arzt, als er mir die Diaet empfahl“, „Kleinere Poesien von mir“, „Der Hügel bei Kindleben“, „Launen und Einfälle“, „Pot-Pourri“ und zwei Übersetzungen aus dem Französischen.
Gerade erst 24-jährig begann er 1775 mehrere Tätigkeiten: Zum einen leitete er gemeinsam mit Conrad Ekhof, dem ‚Vater der deutschen Schauspielkunst‘, das Gothaer Hoftheater von Herzog Ernst II. von Sachsen-Gotha-Altenburg und blieb auch danach mit Leidenschaft Theaterschriftsteller. Zum zweiten wirkte er von 1775 bis 1815 als Bibliotheksinspektor der Privatbibliothek des Herzogs. Und schließlich begann er im selben Jahr seine Herausgebertätigkeit – damals zunächst des „Nouveau Mercure de France“ gemeinsam mit Christoph Klüpfel (1712–1776).
Reichard bemühte sich in den folgenden Zeit um Kontakt zu auswärtigen Schriftstellern, so im Harz zu L. A. Unzer in Wernigerode und von Göckingk in der Stadt Ellrich.
Überregionale Bekanntheit erlangte Reichard ab 1775 durch die Herausgabe des für die Geschichte der Schaubühne im deutschsprachigen Raum bedeutsamen „Theater-Kalenders“, der bis zum Jahre 1800 regelmäßig erschien. Parallel dazu erschienen von 1777 bis 1784 22 Hefte des „Theater-Journal für Deutschland“.
Reichard verfolgte regelmäßig die Neuerscheinungen auf dem französischen Buchmarkt. So hat er beispielsweise 1778 das Werk von Jérôme Richard (* um 1730 in Dijon; † um 1800 in Paris) „Histoire naturelle, civile et politique du Tonquin“ entdeckt und seine Bedeutung für Deutschland erkannt. Das Buch über das Königreich Tonkin, das heutige Nordvietnam, basiert auf den Memoiren des Missionars Charles-Thomas de Saint-Phalle (* 1700/1703 in der Diözese Sens; † 1766 in Paris). Reichard übersetzte das Werk in wenigen Monaten und vermittelte damit dem deutschen Leserkreis ein erstes umfassendes Vietnam-Bild. Das Werk erschien 2007 als umfassend kommentierter Nachdruck.
Weite Verbreitung fand auch sein Handbuch für Reisende aus allen Ständen, Leipzig, Weygand, 1784, das in zahlreichen noch von ihm wiederholt ergänzten Auflagen erschien.
Reichard stand im brieflichen Kontakt mit vielen bekannten Personen jener Periode, darunter auch mit Johann Wolfgang von Goethe, der ab und an die herzogliche Bibliothek in Gotha nutzte und mit dem er 1807 zusammen in Karlsbad weilte.
1812 wurde Reichard Mitglied der Akademie gemeinnütziger Wissenschaften zu Erfurt, 1818 wurde er zum Geheimen Kriegsrat ernannt.
Sein umfangreicher Nachlass befindet sich im Sächsischen Staatsarchiv in Dresden.
Im Oktober 2008 fand auf Schloss Friedenstein in Gotha eine wissenschaftliche Tagung zu unterschiedlichen Aspekten seines Lebenswerkes statt.